# Werner Knoedgen
Werner Knoedgen (* 1947 in Frankfurt am Main) ist ein deutscher Puppenspieler.

## Leben und Karriere
Von 1958 bis 1967 besuchte Knoedgen ein altsprachliches Gymnasium. Von 1967 bis 1973 studierte er deutsche Literatur, Philosophie, Kunstgeschichte, Sprechen und Gesang in Frankfurt am Main und Freiburg im Breisgau.
1973 begann Knoedgen seine Karriere als Figurenspieler. Ab 1980 führte er auch Regie bei Stücken des Figurentheaters. 1983 war er Mitbegründer des Studienganges Figurentheater an der Staatlichen Hochschule für Musik und Darstellende Kunst in Stuttgart und seit 1987 dessen Leiter.
Von 1988 bis 2019 spielte und sprach Knoedgen die Rolle des Raben Rudi in der Fernsehserie Siebenstein. Er spielte diese Rolle auch in den Fernsehserien Frech wie Rudi und Hallo, hier ist Rudi (1995–1999) und Siebenstein Mini (2011) sowie in dem Kurzfilm Rudis Reise (2014).
Seit 1990 hat Knoedgen eine Professur für Figurentheater an der Stuttgarter Hochschule inne. Im gleichen Jahr veröffentlichte er das Buch Das unmögliche Theater – Zur Phänomenologie des Figurentheaters. Von 1992 bis 1996 war er Mitglied des Theaterbeirats am Goethe-Institut München.
Knoedgen inszenierte außerdem mehrere Theaterstücke, unter anderem Doktor Faust, Alice im Wunderland und Der kleine Prinz.